# Nicola Sanderson
Nicola Sanderson is een Britse actrice.

## Carrière
Sanderson begon in 1994 met acteren in de televisieserie Stages, waarna zij nog meerdere rollen speelde in televisieseries en films. Zo heeft zij gespeeld in The Bill (2000-2001), Coronation Street (2012) en Law & Order: UK (2009-2012).

## Filmografie

### Films
- 2000 Forgive and Forget - als Jackie

### Televisieseries
Uitgezonderd eenmalige gastrollen.
- 2012-2017 Coronation Street - als Rachel Godfrey - 8 afl.
- 2009-2014 Law & Order: UK - als forensisch onderzoekster Joy Ackroyd - 19 afl.
- 2000-2001 The Bill - als Bev Allen / Moira Scott - 5 afl.
- 1998 City Central - als Karen Morrison - 3 afl.
- 1997 Trial and Retribution - als Karen Hyam - 2 afl.
- 1996 The Governor - als miss Stapleton - 2 afl.